# Droga wojewódzka nr 870
Droga wojewódzka nr 870 (DW870) – droga wojewódzka łącząca Sieniawę z Jarosławiem. Jej długość wynosi ok. 20 km. Biegnie w całości przez teren województwa podkarpackiego. Przebieg drogi w całości jest równoległy do biegu Sanu. Łączy drogę wojewódzką nr 835 z drogą wojewódzką nr 865. Przebiega przez dwa powiaty: przeworski i jarosławski (gminy: Sieniawa i Wiązownica).

## Miejscowości leżące przy trasie DW870
- Sieniawa (DW835, DW867)
- Dybków (DW867)
- Czerwona Wola
- Manasterz
- Nielepkowice
- Wiązownica
- Szówsko (DW865)